# José María Cuenca
José María Cuenca (Gobernador Roca, 1 de enero de 1952) es un exmilitar argentino. Resultó ser culpable de crímenes de lesa humanidad por lo que fue condenado a prisión perpetua y a destitución de su grado militar del Servicio Penitenciario Federal.
Durante la dictadura cívico-militar autodenominada Proceso de Reorganización Nacional (1976-1983) tuvo bajo su dirección ―junto a El Lobo Gómez― uno de los centros clandestinos de detención (CCD) ubicado en la Unidad Penal 17, con asiento en Candelaria (en la provincia de Misiones).

## Historia
Los exoficiales penitenciarios José María Cuenca y Rubén Alberto Gómez fueron sentenciados el martes 30 de junio de 2009 a las penas de 20 y 23 años de prisión, respectivamente, por la comisión de delitos de lesa humanidad, llevados a cabo durante el último gobierno militar, en el Penal Federal de Candelaria, en la provincia de Misiones (Causa 30/09).
Luego de haber tenido a su cargo la custodia de los internos durante el período comprendido entre el 17 de noviembre de 1976 al 1 de marzo de 1978 en la cárcel de Candelaria, Cuenca fue alojado en un pabellón especial de esa misma unidad penal.
El Tribunal Oral en lo Criminal Federal de Posadas determinó que Gómez fue autor de tormentos agravados en 18 casos y Cuenca en otros 11, cometidos contra:
- Carlos Alberto Bajura
- Francisco Félix Barrios
- Hilarión Félix Barrios
- Alipio Cardozo
- Esteban Antonio Cartago Lozina
- Ricardo Horacio Coutuné
- Ricardo Adolfo Pelito Escobar
- su hermano Héctor Alfredo Pelo Escobar
- Aureliano Gauto
- Mario Julio Gómez
- Toribio Gómez
- Jorge Armando González
- Julio Hippler
- Florentín Lencinas
- Néstor Abel Monllor
- Ricardo Alfredo Ortellado
- Enrique Igor Peczak
- Sergio Sobol
- Augusto Gilberto Speratti y
- Aníbal Rigoberto Velázquez.

Todas estas personas fueron secuestradas y luego trasladadas a distintos centros clandestinos de detención. Luego fueron alojadas en la Unidad 17 «Candelaria» del Servicio Penitenciario Federal, en calidad de presos políticos a partir del mes de octubre del año 1976. En dicha unidad penal, Gómez y Cuenca ―oficiales penitenciarios encargados de su custodia― los sometieron en forma constante y sistemática a tormentos o martirios de diversa índole, que les provocaron grandes secuelas tanto físicas como psíquicas.

## Nunca más

José María Cuenca (en el centro-derecha de la imagen, con traje y chaqueta negra y corbata multicolor) en su época de pastor evangélico, después de la dictadura cívico-militar argentina (1976-1983).

El represor José María Cuenca aparece nombrado en el libro Nunca más como:

Miembro del Servicio Penitenciario Federal Cuenca

Nunca más, informe final de la Comisión Nacional sobre la Desaparición de Personas, o simplemente Nunca más, es un libro que recoge (y adapta el formato) el informe emitido por la CONADEP respecto a las desapariciones ocurridas en la Argentina durante el autodenominado Proceso de Reorganización Nacional (1976-1983).
Además, Cuenca fue imputado por la Comisión de Derechos Humanos de la Cámara de Diputados de la provincia de Chaco y fue -por largo tiempo- impune por la Ley de Punto Final, promulgada el 24 de diciembre de 1986 por el presidente Raúl Alfonsín. El Congreso la declaró nula en 2003.